# Incendies de 2018 en Californie
 (décembre 2018).

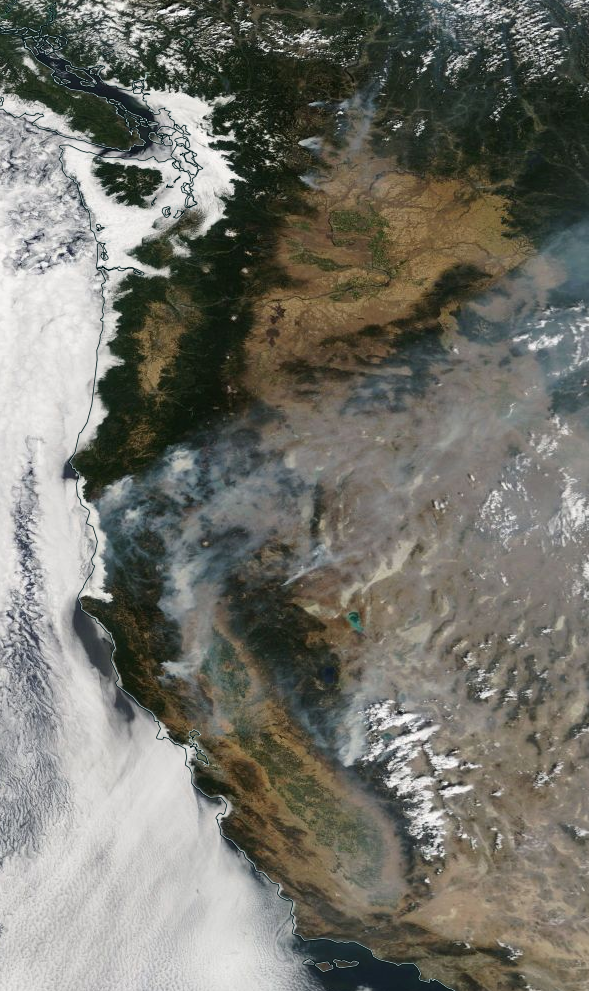
Image satellite du 1 août 2018 montrant les incendies de forêt qui sévissent dans le nord de la Californie et le sud de l'Oregon.

Les incendies de 2018 en Californie sont une série de feux de forêts ayant lieu en Californie en 2018. Au 8 août 2018, le California Department of Forestry and Fire Protection a recensé le chiffre de 5 616 feux ayant brûlé plus de 4 346 kilomètres carrés (plus de 1 090 000 acres),,.
De juillet à août 2018, une série de grands incendies a éclaté en Californie, principalement dans la partie nord de l'État, dont les plus importants sont dénommés foyers « Carr » et « Mendocino Complex »,.
En novembre 2018, une recrudescence des incendies, attisés par des vents violents, provoque la mort de plusieurs dizaines de personnes. Les plus importants sont « Camp Fire » et « Woolsey Fire ». Il s'agit des incendies les plus meurtriers de l'histoire de la Californie, avec un bilan provisoire qui atteint le nombre de 88 victimes décédées.

## Causes des incendies
De nombreux facteurs ont conduit à ces incendies dévastateurs. La combinaison d’une quantité accrue de combustible naturel et de conditions atmosphériques aggravées par le réchauffement climatique a entraîné une série d’incendies destructeurs.
Toutefois, cette cause n'est pas reconnue par le président Donald Trump qui a affirmé : « Les feux de forêt en Californie sont amplifiés et aggravés par les mauvaises lois environnementales qui empêchent l'utilisation massive de quantités d'eau facilement accessibles. Il est détourné dans l'océan Pacifique ». Il a également appelé à « couper les arbres » pour empêcher la propagation du feu (Must also tree clear to stop fire from spreading!) »,.

L'une des causes directes des incendies de forêt en Californie de 2018 est une augmentation du nombre d'arbres morts, lesquels servent de combustible. En décembre 2017, il y avait été dénombré un record de 129 millions d'arbres morts.
Noah Diffenbaugh (en), professeur à l'université Stanford et spécialiste de l'Earth system science, a déclaré que les conditions atmosphériques devraient s’aggraver à l’avenir en Californie en raison des effets du changement climatique et que « ce que nous voyons ces dernières années [est] très cohérent avec les tendances historiques en termes d’augmentation des températures, d’augmentation de la sécheresse et d’augmentation du risque d’incendie de forêt ». D'autres experts s'accordent pour dire que le réchauffement climatique est responsable de ces conditions météorologiques extrêmes. Le réchauffement de la planète a entraîné des températures plus élevées et moins de pluie, créant un paysage plus sec qui a permis aux feux de brûler plus longtemps et plus fort.

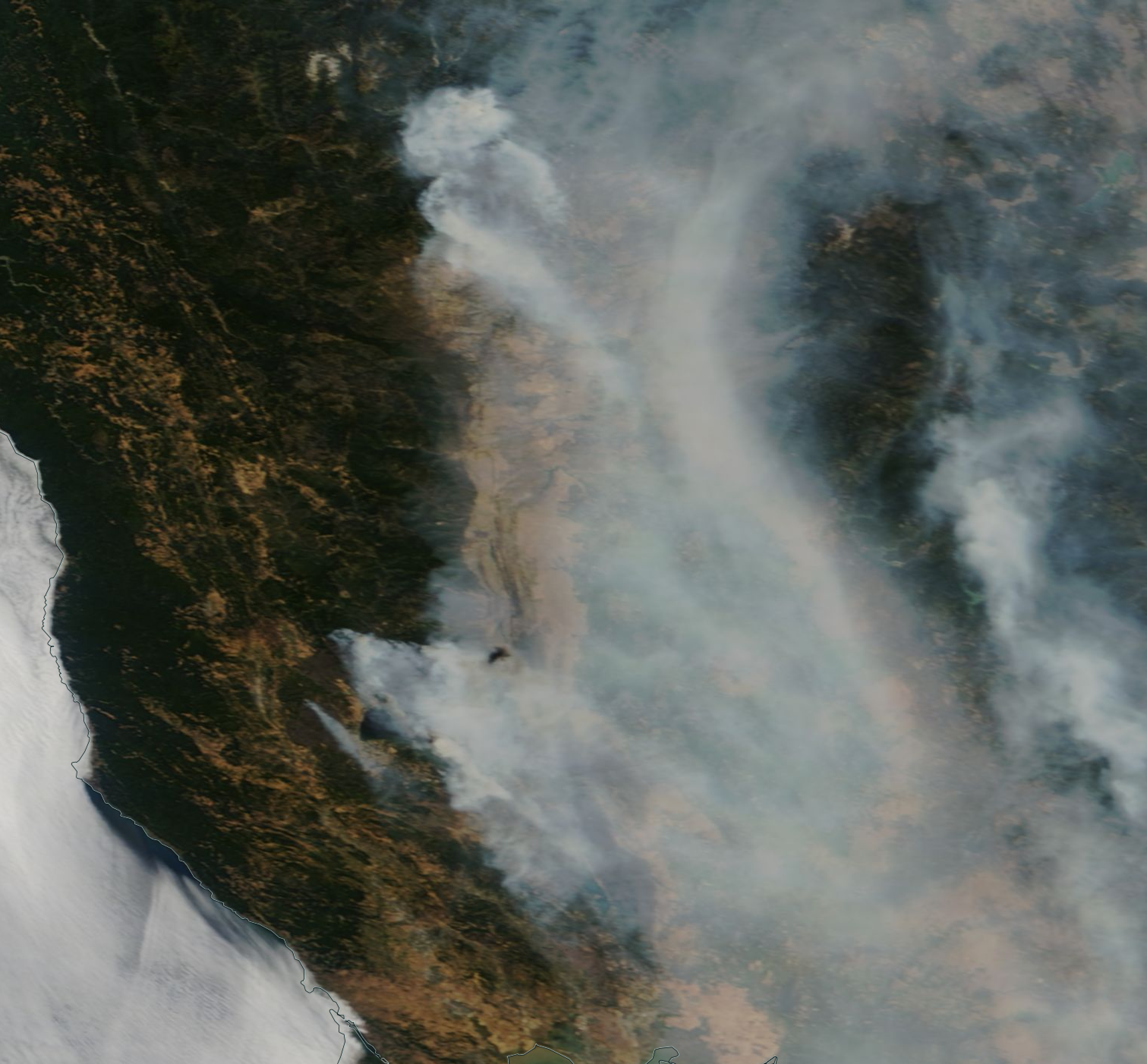
Image satellite des feux de forêt : Mendocino Complex et Carr Fire, le 6 août 2018.

L'interface entre zones sauvages et zones urbaines désigne la zone de transition entre les terres inoccupées et le développement humain. Les communautés situées à moins de 800 mètres de la zone peuvent également être incluses. Ces terres et communautés adjacentes et entourées par des terres sauvages comportent des risques d'être incendiées. Depuis les années 1990, plus de 43 % des nouveaux logements ont été construits dans cette zone. Dans certaines régions, il atteint près de 80 %. Dans le passé, lorsque ces zones ont brûlé, aucune maison n'avait été perdue, car il n'y en avait pas encore. Néanmoins, les habitations qui s'y trouvent aujourd'hui sont exposées à ce risque .
En outre, la Californie du Nord et la vallée centrale ont connu une augmentation drastique des polluants atmosphériques au plus fort des incendies du mois d'août.

## Feux de forêt

Illustrations des feux les plus caractéristiques
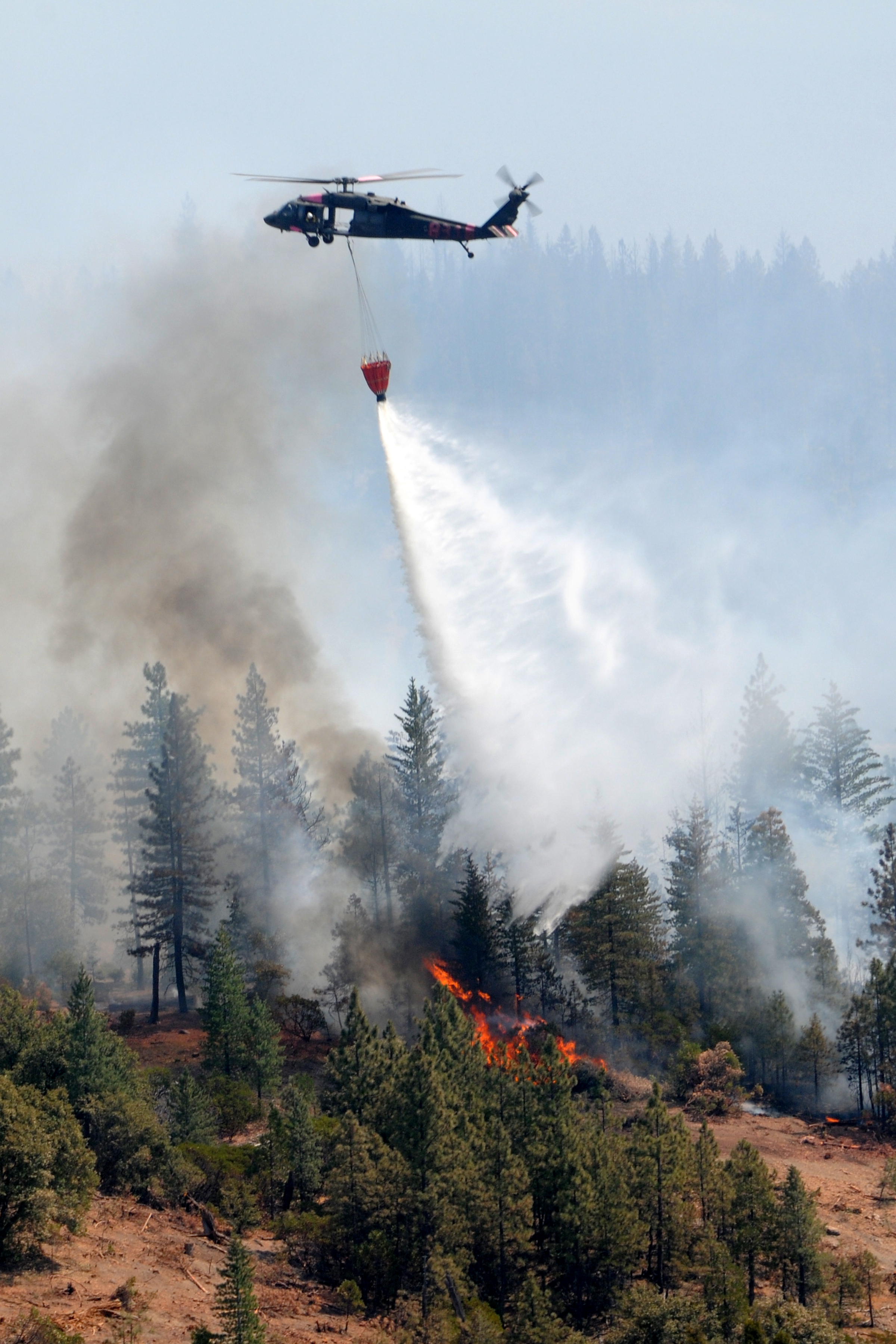
Hélicoptère de la Garde nationale de Californie (en) luttant contre les incendies de forêts.
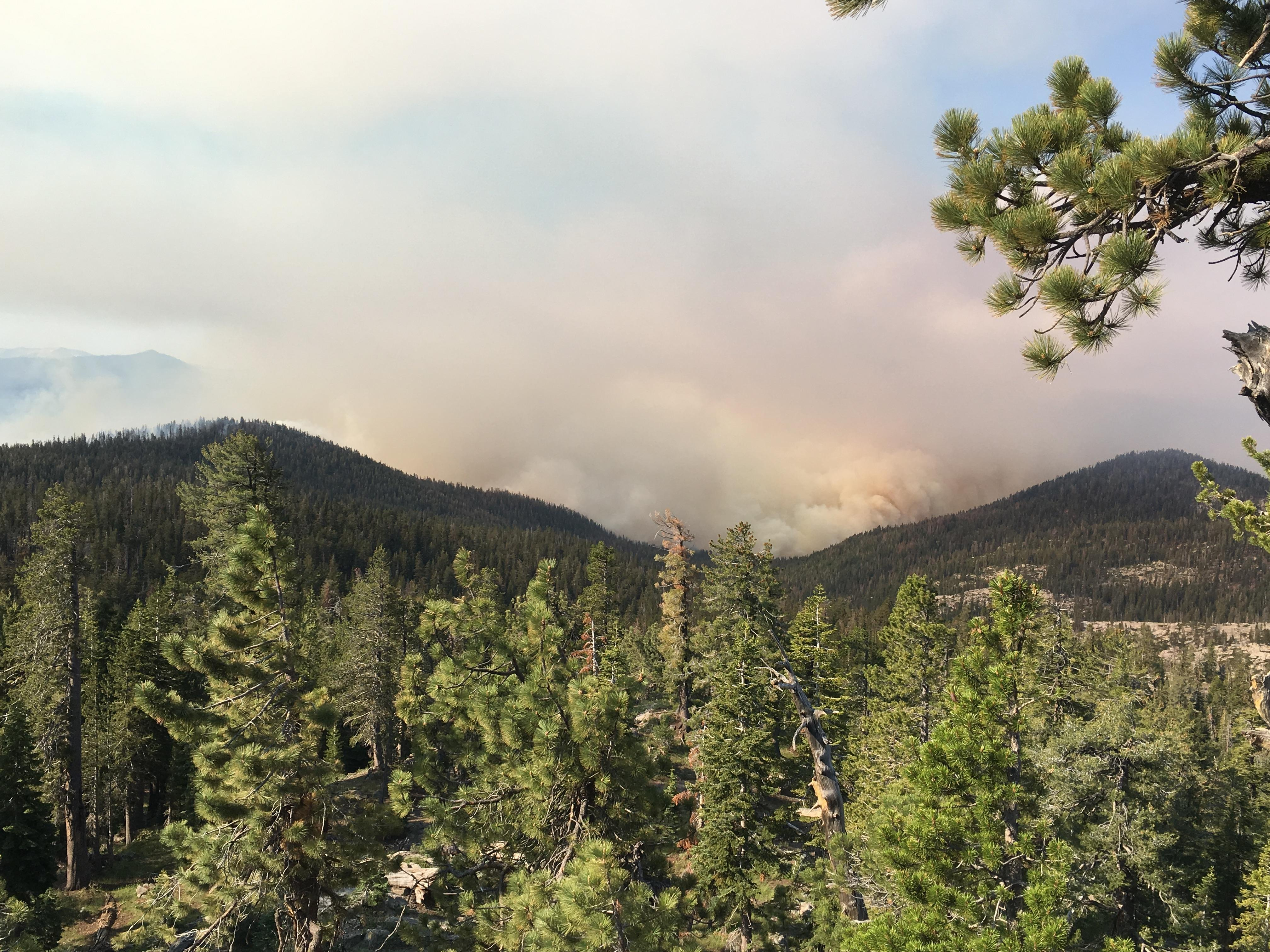
Le Lions Fire dans la forêt nationale d'Inyo le 24 juin 2018.
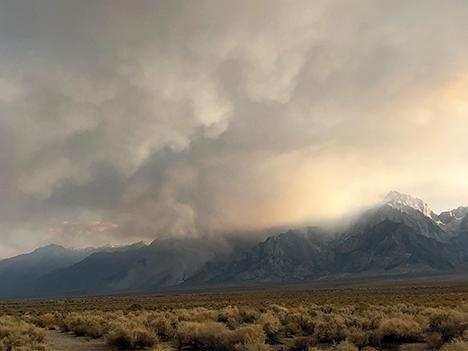
Le Georges Fire le 8 juillet 2018.
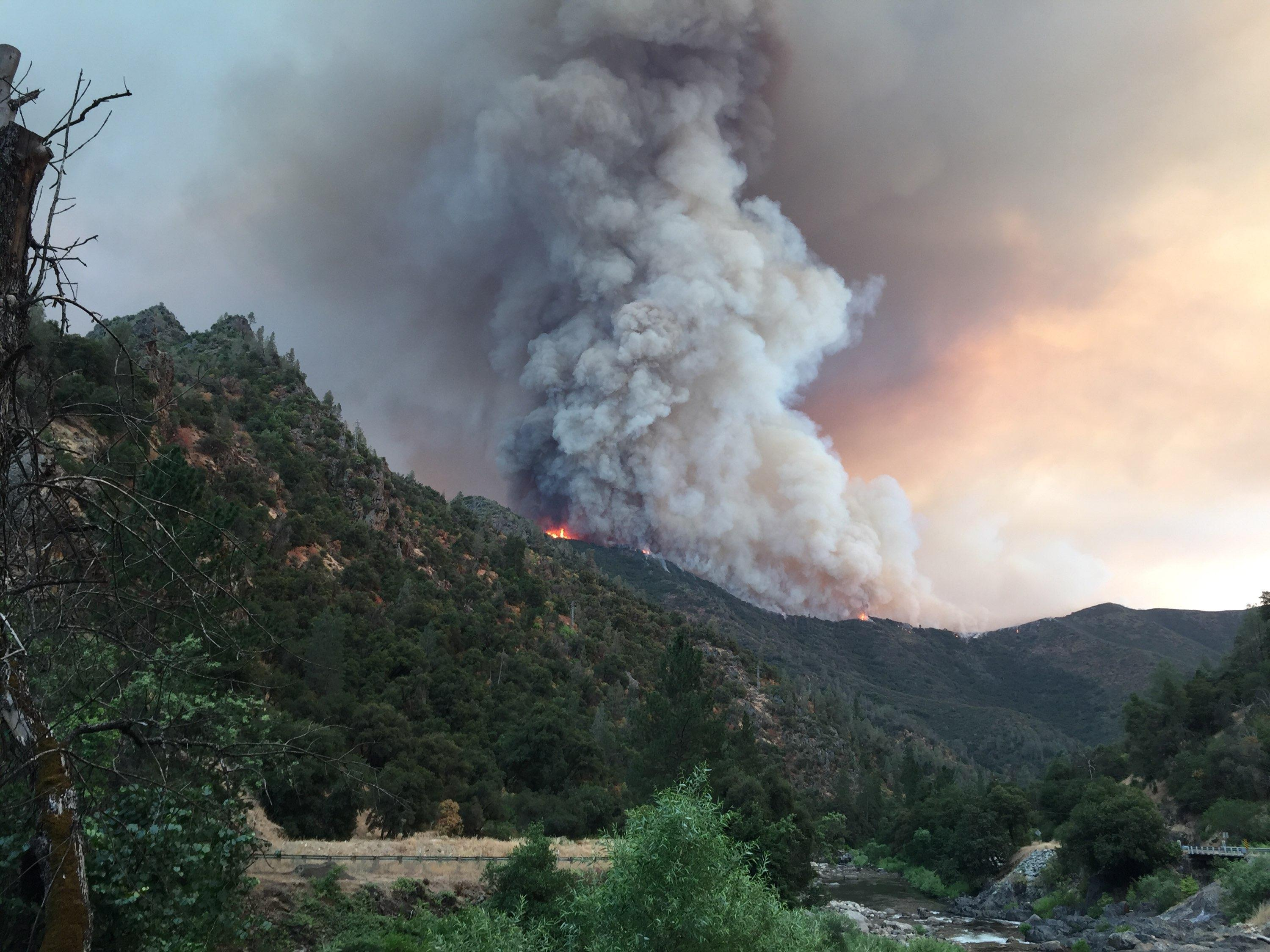
Le Ferguson Fire à proximité du Parc national de Yosemite le 14 juillet 2018.
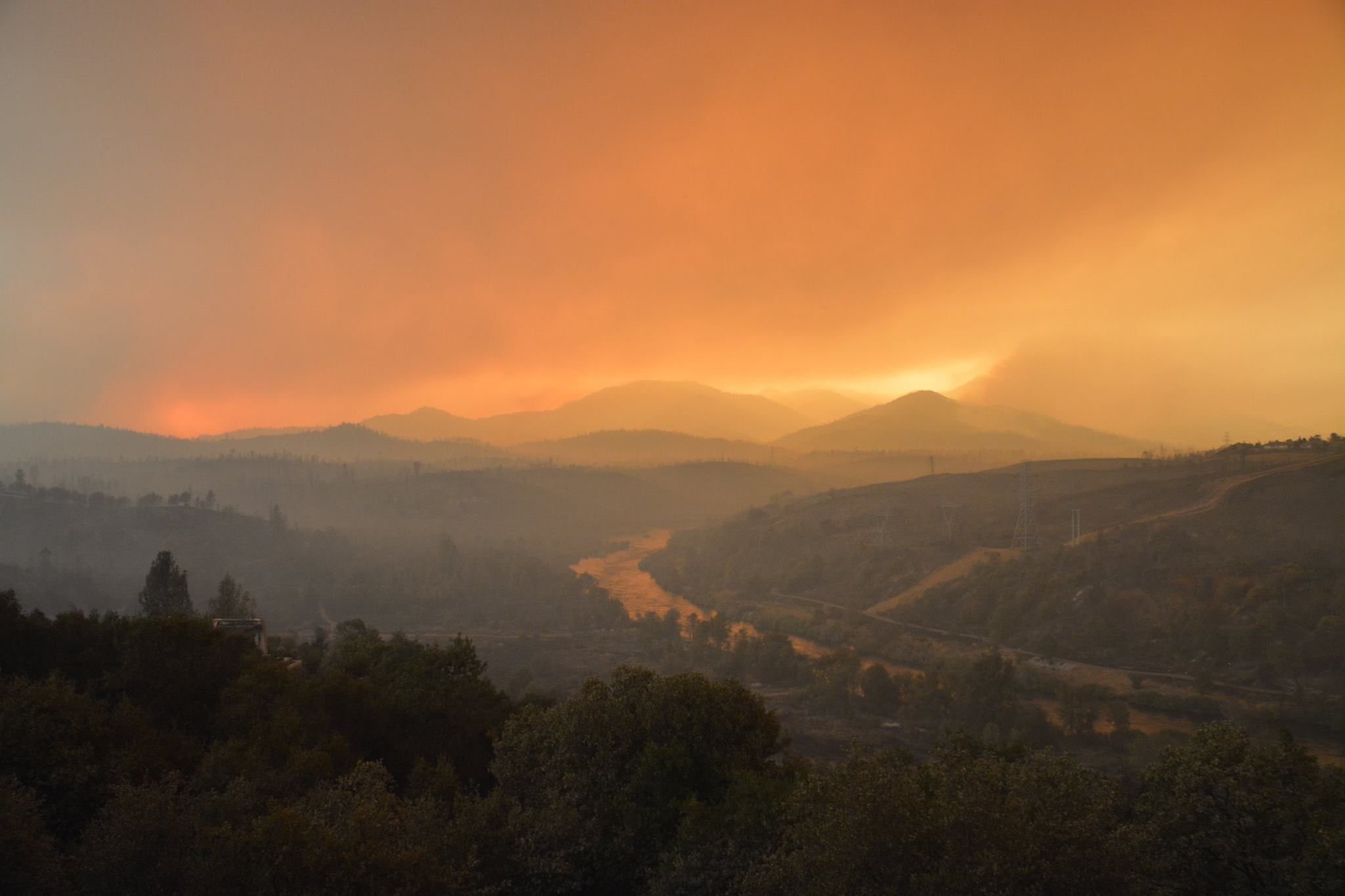
Le Carr Fire le 28 juillet 2018.
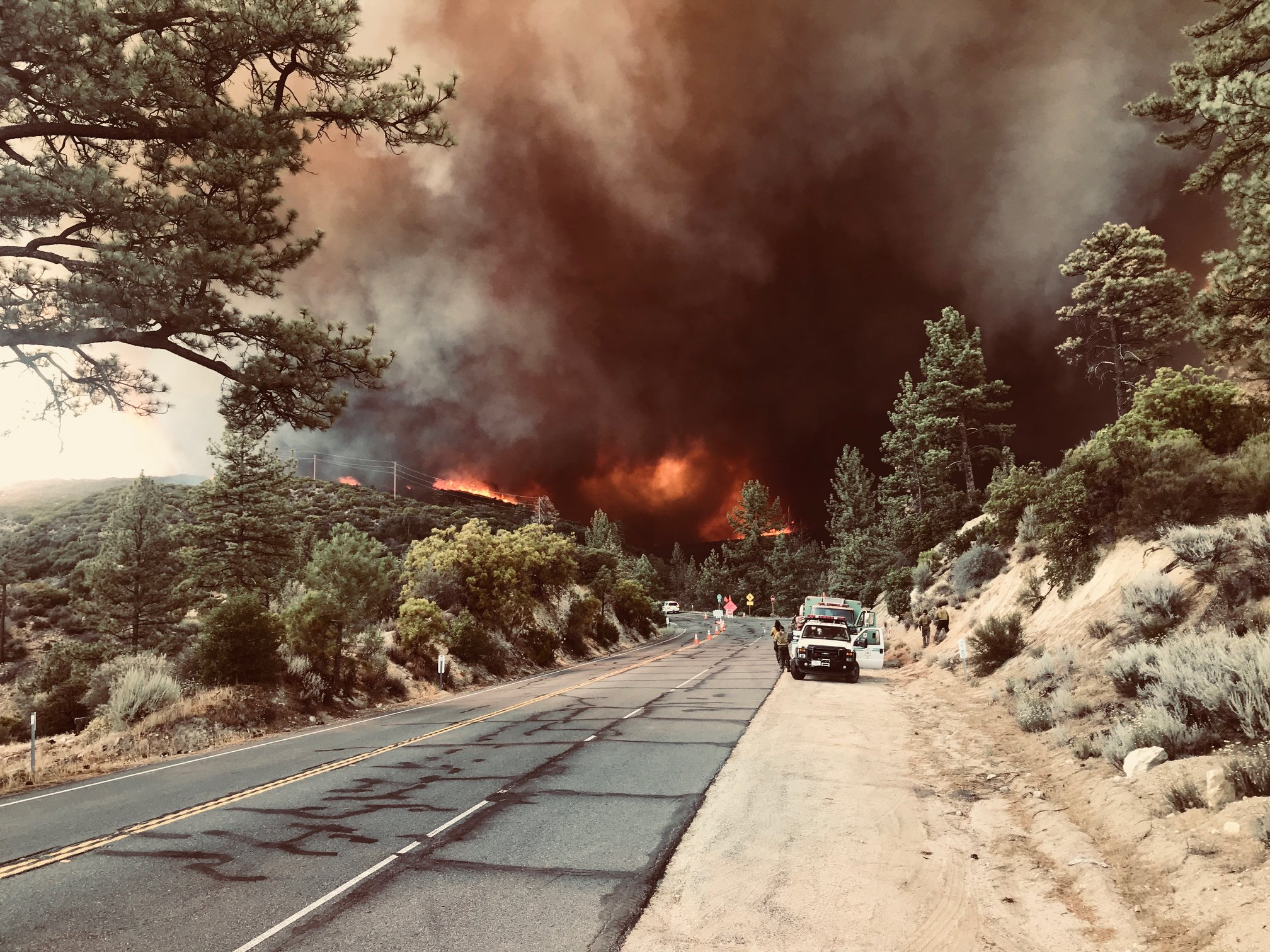
Le Cranston Fire le 27 juillet 2018.
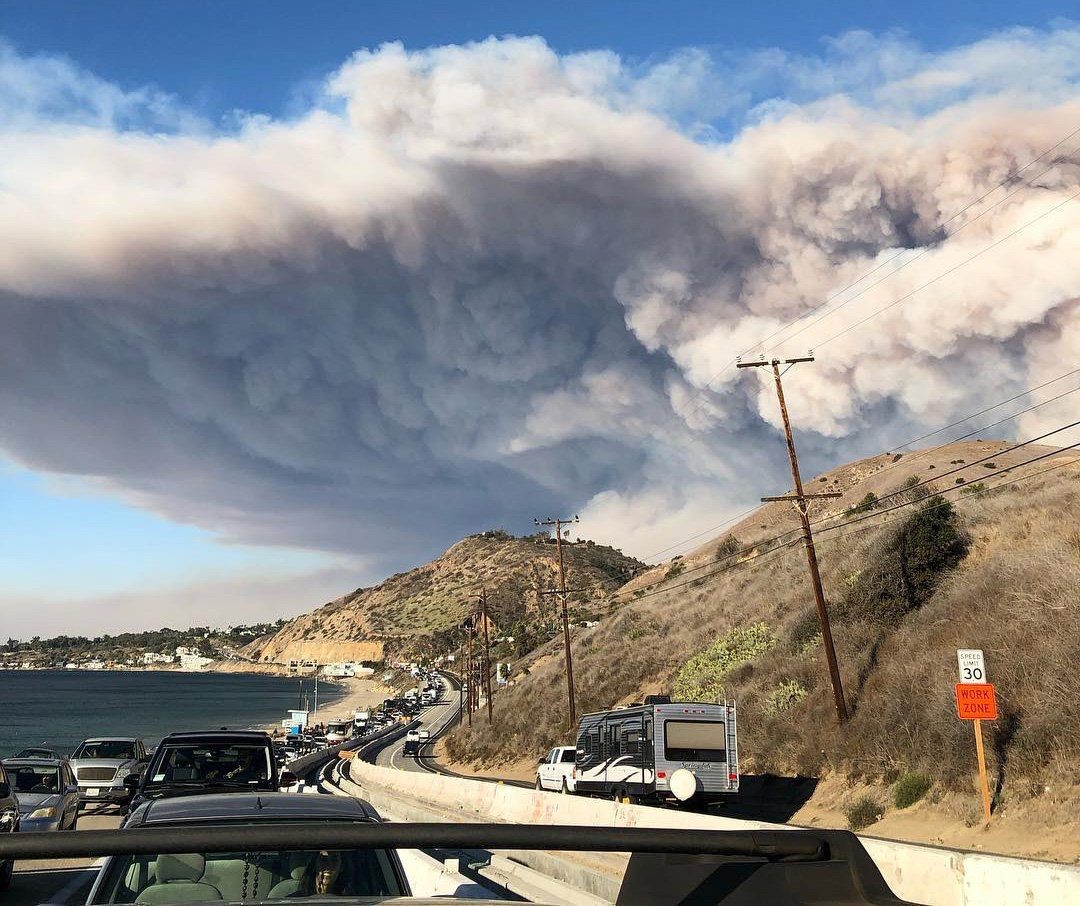
Le 9 novembre, l'incendie de Woolsey atteint Malibu.
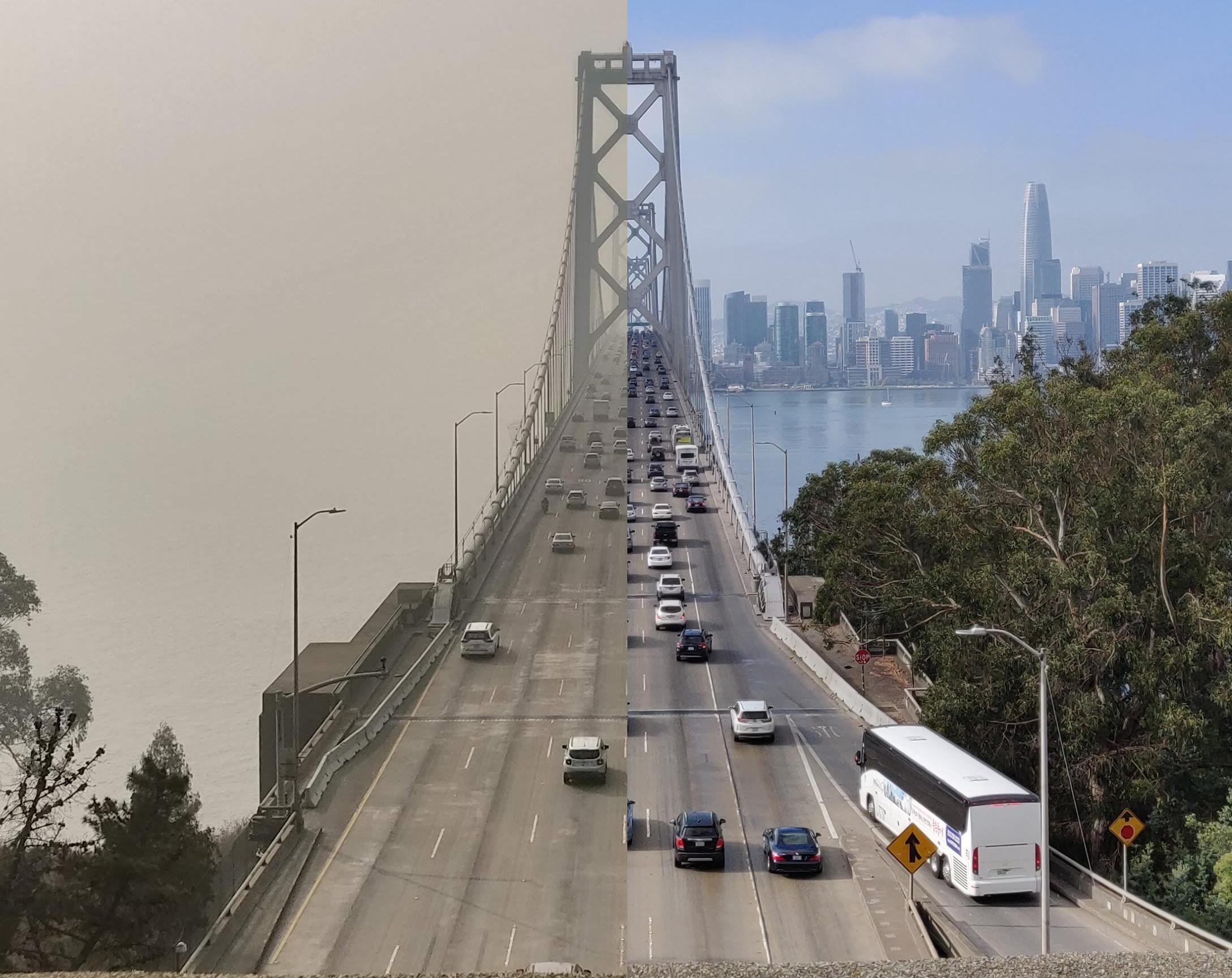
Le pont de la baie de San Francisco, en Californie. La photo à gauche a été prise le 16 novembre 2018 et celle à droite le 14 octobre 2018.
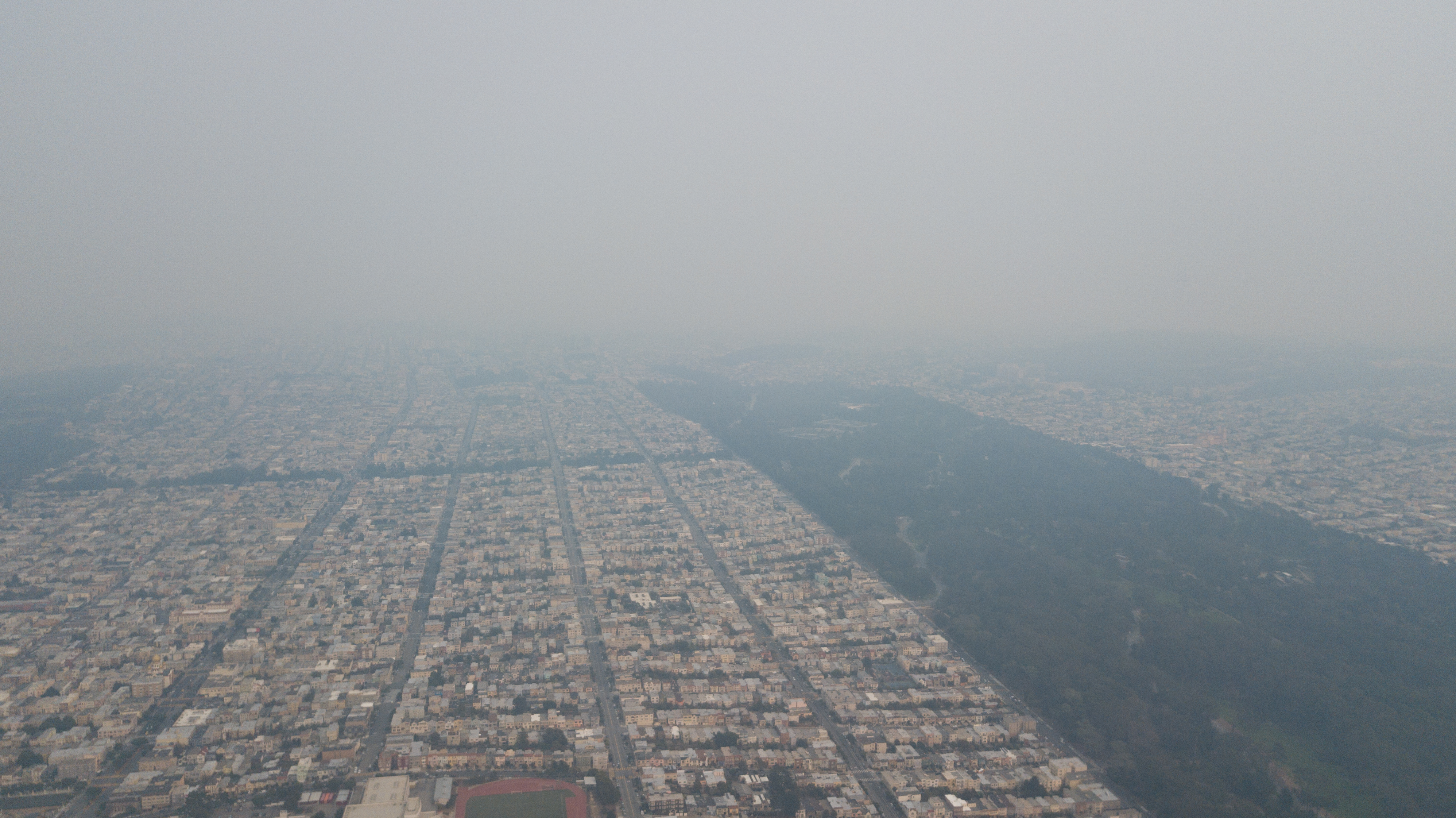
Parc du Golden Gate vu par drone lors de l'incendie de Camp.

Liste des incendies ayant brûlé plus de 4 km2 (plus de 1 000 acres) ou qui ont causé des dommages structurels ou des pertes de vie importantes.
| Nom                    | Comté                   | km2   | Date de départ    | Date de fin       | Notes | Référence |
| ---------------------- | ----------------------- | ----- | ----------------- | ----------------- | --- | --------- |
| Pleasant               | Lassen                  | 8     | 18 février 2018   | 3 avril 2018      | | [ 15 ]    |
| Moffat                 | Lassen                  | 5     | 19 avril 2018     | 21 mai 2018       | | [ 16 ]    |
| Nees                   | Merced                  | 7     | 2 mai 2018        | 17 mai 2018       | | [ 17 ]    |
| Patterson              | Riverside               | 5     | 17 mai 2018       | 21 mai 2018       | | [ 18 ]    |
| Panoche                | San Benito              | 3     | 4 juin 2018       | 7 juin 2018       | 3 civils morts | [ 19 ]    |
| Stone                  | Los Angeles             | 6     | 4 juin 2018       | 13 juin 2018      | | [ 19 ]    |
| Airline                | San Benito              | 6     | 4 juin 2018       | 14 juin 2018      | | [ 19 ]    |
| Apple                  | Tehama                  | 9     | 9 juin 2018       | 14 juin 2018      | 3 bâtiments résidentiels et 2 dépendances détruits | [ 20 ]    |
| Chrome                 | Glenn                   | 9     | 9 juin 2018       | 21 juin 2018      | 1 dépendance détruite | [ 21 ]    |
| Lions (en)             | Glenn                   | 44    | 11 juin 2018      | 1er octobre 2018  | | ,         |
| Planada                | Merced                  | 18    | 15 juin 2018      | 21 juin 2018      | | [ 24 ]    |
| Yankee                 | San Luis Obispo         | 6     | 20 juin 2018      | 1er juillet 2018  | | [ 25 ]    |
| Lane (en)              | Tehama                  | 15    | 23 juin 2018      | 4 juillet 2018    | 1 blessé | [ 26 ]    |
| Pawnee (en)            | Lake                    | 60    | 23 juin 2018      | 8 juillet 2018    | 22 bâtiments détruits 1 blessé | [ 27 ]    |
| Creek Fire             | Madera                  | 7     | 24 juin 2018      | 5 juillet 2018    | 4 bâtiments résidentiels détruits 7 bâtiments mineurs détruits | [ 28 ]    |
| Waverly (en)           | San Joaquin             | 50    | 29 juin 2018      | 2 juillet 2018    | | [ 29 ]    |
| County (en)            | Lake, Napa, Yolo        | 361   | 30 juin 2018      | 14 juillet 2018   | 20 bâtiments détruits 1 pompier blessé | [ 30 ]    |
| Klamathon (en)         | Siskiyou                | 152   | 5 juillet 2018    | 16 juillet 2018   | 32 bâtiments détruits 3 blessés 1 mort civil | [ 31 ]    |
| Valley (en)            | San Bernardino          | 6     | 6 juillet 2018    | 24 juillet 2018   | | [ 32 ]    |
| Holiday                | Santa Barbara           | 452   | 6 juillet 2018    | 11 juillet 2018   | 20 bâtiments détruits | [ 33 ]    |
| Pendleton Complex      | San Diego               | 7     | 6 juillet 2018    | 11 juillet 2018   | Départ de 3 foyers distincts à partir du camp Pendleton | ,         |
| West                   | San Diego               | 30    | 6 juillet 2018    | 11 juillet 2018   | 56 bâtiments détruits | [ 37 ]    |
| Georges (en)           | Inyo                    | 12    | 8 juillet 2018    | 16 juillet 2018   | | [ 38 ]    |
| Ferguson (en)          | Mariposa                | 380   | 13 juillet 2018   | 18 août 2018      | 10 bâtiments détruits 2 pompiers morts 11 blessés | [ 38 ]    |
| Eagle                  | Modoc                   | 9     | 13 juillet 2018   | 17 juillet 2018   | | [ 40 ]    |
| Natchez (en)           | Del Norte, Siskiyou     | 46    | 15 juillet 2018   | 30 octobre 2018   | | [ 41 ]    |
| Carr                   | Shasta                  | 715   | 23 juillet 2018   | 30 août 2018      | 1 077 résidences détruites 191 résidences endommagées 22 bâtiments commerciaux détruits 26 bâtiments commerciaux endommagés 500 dépendances détruites 60 dépendances endommagées 3 pompiers morts 5 civils morts | [ 42 ]    |
| Cranston (en)          | Riverside               | 53    | 26 juillet 2018   | 10 août 2018      | | [ 43 ]    |
| Mendocino Complex (en) | Mendocino, Lake, Colusa | 1 221 | 27 juillet 2018   | 18 septembre 2018 | Les incendies « River Fire » et « Ranch Fire » sont renommés Mendocino Complex Fire 119 résidences détruites 12 résidences endommagées 110 bâtiments commerciaux détruits 15 bâtiments commerciaux endommagés    | ,         |
| Whaleback (en)         | Lassen                  | 76    | 27 juillet 2018   | 7 août 2018       | | [ 48 ]    |
| Butte                  | Sutter                  | 5     | 31 juillet 2018   | 3 août 2018       | | [ 49 ]    |
| Donnell (en)           | Tuolumne                | 80    | 3 août 2018       | 1er octobre 2018  | | [ 50 ]    |
| Tarina                 | Kern                    | 12    | 3 août 2018       | 6 août 2018       | | [ 51 ]    |
| Pendleton              | San Diego               | 4     | 5 août 2018       | 6 août 2018       | Au camp de Pendleton | [ 52 ]    |
| Turkey                 | Monterey                | 9     | 6 août 2018       | 6 août 2018       | | [ 53 ]    |
| Holy (en)              | Orange, Riverside       | 92    | 6 août 2018       | 13 septembre 2018 | | [ 54 ]    |
| Five                   | Kings                   | 12    | 6 août 2018       | 8 août 2018       | | [ 55 ]    |
| Hat                    | Shasta                  | 8     | 9 août 2018       | 16 août 2018      | | [ 56 ]    |
| Nelson                 | Solano                  | 9     | 10 août 2018      | 12 août 2018      | | [ 57 ]    |
| Hirz (en)              | Shasta                  | 53    | 13 août 2018      | 12 septembre 2018 | | [ 58 ]    |
| Stone                  | Modoc                   | 52    | 15 août 2018      | 29 août 2018      | | [ 59 ]    |
| Mill Creek 1           | Humboldt                |       | 16 août 2018      | 30 août 2018      | |           |
| Front                  | San Luis Obispo         |       | 19 août 2018      | 29 août 2018      | | [ 60 ]    |
| North                  | Placer                  |       | 3 septembre 2018  | 16 septembre 2018 | | [ 61 ]    |
| Boot                   | Mono                    |       | 4 septembre 2018  | 15 septembre 2018 | | [ 62 ]    |
| Kerlin                 | Trinity                 |       | 4 septembre 2018  | 17 septembre 2018 | | [ 63 ]    |
| Delta (en)             | Shasta                  |       | 5 septembre 2018  | 7 octobre 2018    | Fusionné avec le feu Hirz ; 20 structures détruites | [ 64 ]    |
| Snell                  | Napa                    |       | 8 septembre 2018  | 15 septembre 2018 | | [ 65 ]    |
| Charlie                | Los Angeles             |       | 22 septembre 2018 | 1er octobre 2018  | | ,         |
| Alder                  | Tulare                  |       | 4 octobre 2018    | 7 décembre 2018   | | [ 68 ]    |
| Eden                   | Tulare                  |       | 4 octobre 2018    | 7 décembre 2018   | |           |
| Branscombe             | Solano                  |       | 7 octobre 2018    | 9 novembre 2018   | 4 bâtiments détruits | ,         |
| Sun                    | Tehama                  |       | 7 octobre 2018    | 12 octobre 2018   | | [ 71 ]    |
| Mountaineer            | Tulare                  |       | 13 octobre 2018   | 7 décembre 2018   | | [ 72 ]    |
| Camp                   | Butte                   | 620   | 8 novembre 2018   | 25 novembre 2018  | 88 civils tués, 12 blessés, 5 pompiers blessés, 3 personnes portées disparues ; 18804 bâtiments détruits, 564 endommagés                                                                                         | ,         |
| Nurse                  | Solano                  |       | 8 novembre 2018   | 27 novembre 2018  | | [ 76 ]    |
| Hill                   | Ventura                 |       | 8 novembre 2018   | 15 novembre 2018  | 4 structures détruites | [ 77 ]    |
| Woolsey                | Los Angeles, Ventura    | 390   | 8 novembre 2018   | 22 novembre 2018  | Au moins 1500 bâtiments détruits et 3 civils tués | ,         |